# Maurice Dupuis
Maurice Dupuis (* 4. Februar 1914 in Franconville; † 23. September 1977 in Le Bois-Plage-en-Ré) war ein französischer Fußballspieler.

## Vereinskarriere
Maurice Dupuis blieb die ersten zwei Jahrzehnte seines Lebens in der Nähe seines Geburtsorts im damaligen Département Seine-et-Oise; als Heranwachsender spielte er dort für Stade Enghien-Ermont, einen Verein aus Enghien-les-Bains. 1934 holte der Erstdivisionär Racing Paris den 20-jährigen als Berufsfußballer in die benachbarte Hauptstadt. Dort entwickelte Dupuis sich zum Allrounder – wie auch später in der Nationalelf (siehe unten) –, der als Mittelstürmer begann und in seiner ersten Saison bei elf Punktspieleinsätzen drei Tore erzielte, aber ebenso in der Läuferreihe seinen Mann stand. Seine zahlreichen Erfolge erreichte er aber auf der Position des rechten Verteidigers, wohin ihn sein Vereinstrainer Sid Kimpton ab 1935/36 beorderte. Diese stellten sich erstmals bereits 1936 ein, als Dupuis mit Racing als zweiter Klub in der noch kurzen Geschichte des französischen Professionalismus den Doublé gewann, also den Meistertitel und nach einem mühevollen 1:0-Endspielsieg gegen OFC Charleville auch den Landespokal. In der Division 1 folgte bis 1940 als beste Platzierung zweimal ein dritter Rang im Abschlussklassement. Die Coupe de France hingegen holte sich Racing bis zum deutschen Einmarsch und der anschließenden Besetzung und Teilung des Landes zwei weitere Male: 1939 nach einem 3:1 über Olympique Lille sowie 1940, als im Finale Olympique Marseille mit 2:1 besiegt wurde.
Bei allen vier Titelgewinnen konnte Racing auf einen identischen Abwehrblock bauen: im Tor stand Rudolf Hiden, davor die Verteidiger Dupuis und Raoul Diagne sowie als Mittelläufer Auguste Jordan, der seine Karriere ebenfalls als Stürmer begonnen hatte. Vorne verfügte die Mannschaft mit Edmond Delfour, Roger Couard, Émile Veinante und Jules Mathé, etwas später auch Mario Zatelli, Oscar Heisserer, Alfred Aston, Heinrich Hiltl und Edmond Weiskopf über eine große Zahl gefährlicher Offensivkräfte, die bis auf Couard allesamt auch Nationalspieler waren oder wurden.
Nach dem 1940er Endspiel zerfiel die Elf; viele Spieler verließen das besetzte Paris und zogen in den „freien“ Landesteil, so auch Maurice Dupuis, der zusammen mit seinen Mannschaftskameraden Diagne, Zatelli und Jean Bastien beim FC Toulouse anheuerte. Toulouse wurde 1941 Zweiter der Südstaffel der Liga – Meisterschaften während des Zweiten Weltkriegs gelten allerdings nicht als offizielle Titel – und erreichte im gleichfalls unter wenig regulären Bedingungen ausgetragenen Pokal das Interzonenfinale, in dem sich dann jedoch die Girondins ASP mit 3:1 für das Landesendspiel qualifizierten. Dupuis verließ Toulouse anschließend und kehrte nach Paris zurück. In der Saison 1943/44 spielte er für die Équipe Fédérale Paris-Capitale, einem von 16 Regionalauswahlteams in der diesmal landesweiten, eingleisigen Division 1, deren Bildung die dem Professionalismus im Sport ablehnend gesinnte Regierung angeordnet hatte. Die Spieler wurden vom Staat angestellt und bezahlt; bei der ÉF Paris-Capitale waren hauptsächlich „Racingmen“ beschäftigt und sie schloss die Saison als Dritter ab. In dieser Saison trainierte Maurice Dupuis nebenbei noch die unterklassige Elf der Entente Sportive Versailles.
In der folgenden Spielzeit wurde dieses Experiment wieder aufgegeben. Der Racing Club de Paris war in der erneut zweigeteilten Liga als Sechster der Nordgruppe nur Mittelmaß; im Pokalendspiel 1945 (3:0 gegen Lille OSC) hingegen feierten die „Pinguine“ – so der Spitzname des Vereins – einen weiteren Triumph, für den Klub wie für Maurice Dupuis bereits der vierte.
Mit diesem Sieg stellte Dupuis – gemeinsam mit seinem Mannschaftskameraden „Gusti“ Jordan – Jean Boyers Rekord ein, den Paul Nicolas als bis dahin einziger hatte egalisieren können. Erst zehn Jahre später wurde diese Höchstmarke von einem anderen französischen Fußballer, Marceau Somerlinck, übertroffen. Die beiden folgenden Saisons verliefen für Racing dann aber wenig erfolgreich; 1947 beendete der Verteidiger seine Karriere. Über sein Leben danach ist wenig bekannt; er ließ sich auf der Île de Ré nieder, wo er im Alter von erst 63 Jahren verstarb.

### Stationen
- Stade Enghien-Ermont (bis 1934)
- Racing Club de Paris (1934–1940)
- Toulouse Football Club (1940/41)
- Racing Club de Paris (1941–1943)
- Équipe fédérale Paris-Capitale (1943/44)
- Racing Club de Paris (1944–1947)

## In der Nationalmannschaft
Für Frankreich hat Maurice Dupuis von Januar 1937 bis Dezember 1945 neun A-Länderspiele bestritten; ein Tor erzielte er dabei nicht. Tatsächlich konzentrierte sich seine Karriere bei den Bleus aber auf drei Jahre: 1937 kam er zu drei, 1942 zu zwei und 1945 zu vier Einsätzen. Anfangs waren als Verteidiger Jules Vandooren, Héctor Cazenave und Étienne Mattler gesetzt, so dass Dupuis nicht einmal als Reservist Berücksichtigung im französischen Aufgebot für die Weltmeisterschaft 1938 fand. Später war es der Krieg, der ihm wie vielen anderen seiner Generation eine größere Zahl von Berufungen verdarb, weil Frankreich zwischen Sommer 1939 und Sommer 1945 lediglich sechs Länderspiele austrug.
Dupuis hat auch gegen Mannschaften aus dem deutschsprachigen Raum gespielt: je zweimal gegen Österreich (sein Debüt beim 1:2 im Januar 1937, zudem 1:4 im Dezember 1945), Belgien (1:3 im Februar 1937, 1:2 im Dezember 1945) und die Schweiz (0:2 im März 1942, 0:1 im April 1945), dazu einmal – beim 0:4 im März 1937 – gegen Deutschland. Auch ein weiteres Spiel Dupuis’ endete mit einer französischen Niederlage (0:4 gegen Spanien im März 1942). In den beiden Begegnungen des Jahres 1942 stand er übrigens auf der halblinken Angriffsposition.
Dafür war er im Mai 1945 beim 2:2 gegen England auf dem Rasen des Wembley-Stadions beteiligt, hielt deren Linksaußen Leslie Smith in Schach und hatte so Anteil an der französischen „Eroberung des heiligen Tempels“.

## Palmarès
- Französischer Meister: 1936
- Französischer Pokalsieger: 1936, 1939, 1940, 1945
- 9 A-Länderspiele (kein Treffer) für Frankreich, allesamt in seinen Zeiten bei Paris